# Ruewci
Ruewci (bułg. Руевци) – wieś w środkowej Bułgarii, w obwodzie Gabrowo, w gminie Trjawna. Według danych Narodowego Instytutu Statystycznego, 31 grudnia 2011 roku wieś liczyła 4 mieszkańców.